# Nordirlands historie
Nordirlands historie strækker sig som selvstændigt område tilbage til 3. maj 1921 med gennemførslen af Government of Ireland Act 1920 der gjorde det til et selvstændigt juridisk område.
Nordirland er et af i alt fire lande i Storbritannien, sammen med Skotland, Wales og England. Nogle beskriver dog området som en provins eller en region.
Det nye autonome Nordirland blev dannet af seks af de ni counties i Ulster. Fire af disse havde et flertal af unionister og to, Fermanagh og Tyrone, havde en mindre overvægt af nationalister (på hhv. 53.6% og 54.6% ved det irske folketingsvalg 1918. De sidste tre counties fra Ulster, der havde større flertal af nationalister blev ikke inkluderet. En stor del af unionisterne, særligt i nordøst, støttede oprettelsen af Nordirland, mens nationalisterne var imod dette. Efterfølgende, d. 6. december 1922, blev hele Irland en uafhængig dominion, kendt som Den irske fristat, mens Nordirland øjeblikkelig brugte muligheden for at slippe for denne dominion.
Under Konflikten i Nordirland begik IRA en række terrorhandlinger, og mange tiltag blev gjort i hovedstaden Belfast for at gøre byen sikrere. Konflikten varede fra 1968 og frem til Belfastaftalen i 1998.